# Мосоловское сельское поселение (Воронежская область)
Мосоловское сельское поселение — муниципальное образование Аннинского района Воронежской области России.
Административный центр — село Мосоловка.

## Административное деление
Состав поселения:
- село Мосоловка,
- посёлок Денисовка,
- село Желанное,
- посёлок Первомайское,
- село Сабуровка.

## Население
| 2000 | 2005  | 2010 | 2012 | 2013 | 2014 | 2015 | 2016 | 2017 |
| ---- | ----- | ---- | ---- | ---- | ---- | ---- | ---- | ---- |
| 1109 | ↘1055 | ↘870 | ↘829 | ↘794 | ↘777 | ↘748 | ↘740 | ↘723 |
| 2018 | 2019  | 2020 | 2021 |      |      |      |      |      |
| ↘702 | ↘676  | ↘675 | ↘637 |      |      |      |      |      |